# Speocera irritans
Espèce
Speocera irritans est une espèce d'araignées aranéomorphes de la famille des Ochyroceratidae.

## Distribution
Cette espèce est endémique d'Amazonas au Brésil,.

## Publication originale
- Brignoli, 1978 : Spinnen aus Brasilien, II. Vier neue Ochyroceratidae aus Amazonas nebst Bemerkungen über andere Amerikanische Arten (Arachnida: Araneae). Studies on Neotropical Fauna and Environment, vol. 13, no 1, p. 11-21.